# Мачерине (Пескара)
Мачерине (итал. Macerine) је насеље у Италији у округу Пескара, региону Абруцо.
Према процени из 2011. у насељу је живело 9 становника. Насеље се налази на надморској висини од 220 м.